# Столярчук, Андрей Ярославович
Андре́й Яросла́вович Столярчу́к (укр. Андрій Ярославович Столярчук; род. 4 июля 2004, Львов) — украинский футболист, полузащитник львовского «Руха».

## Биография
Родился во Львове. Футбольный путь начал во львовских «Карпатах», где его первым тренером стал Виталий Пономарёв. После этого перешёл в академию «Руха».
В сентябре 2020 года подписал контракт с «Рухом». Сначала выступал за юношескую команду львовян. В составе «Руха» 14 сентября 2022 года дебютировал в Юношеской лиге УЕФА, в победном (1:0) домашнем поединке 1-го раунда против любинского «Заглембе». Андрей вышел на поле в стартовом составе, на 14-й минуте получил жёлтую карточку, а на 51-й минуте его заменил Алексей Товарницкий. Единственным голом за команду U-19 в юношеской лиге УЕФА отличился 26 октября 2022 на 4-й минуте победного (3:1) выездного поединка второго раунда против стамбульского «Галатасарая». Столярчук вышел на поле в стартовом составе и отыграл весь матч. Всего в Юношеской лиге УЕФА сыграл 6 матчей, отличился 1-м голом.
За первую команду львовского клуба дебютировал 24 апреля 2023 года в победном (3:2) домашнем поединке 22-го тура против «Днепра-1». Андрей вышел на поле на 72-й минуте вместо Эдсона. В сезоне 2022/23 выходил на поле в 2-х матчах высшего дивизиона чемпионата Украины. В следующем сезоне попадал в заявку первой команды на матчи Премьер-лиги, но на поле не выходил. Сыграл только в 1-м поединке кубка Украины. Вместо этого получал игровую практику в резервной команде львовян. Первым голом во взрослом футболе отличился 19 мая 2024 года на 88-й минуте ничейного (1:1) выездного поединка 29-го тура Второй лиги Украины против «Дружбы». Столярчук вышел на поле в стартовом составе и отыграл весь матч. В сезоне 2023/24 сыграл 8 матчей (1 гол) за «Рух-2» во Второй лиге Украины.